# Frederick Gilmore
Frederick Garfield "Fred" Gilmore (Montreal, Quebec, 22 de maig 1887 - Los Angeles, 17 de març de 1969) va ser un boxejador estatunidenc de primers del segle xx. El 1904 va prendre part en els Jocs Olímpics de Saint Louis, on va guanyar la medalla de bronze en la prova de pes ploma després de perdre en semifinals contra Frank Haller.